# 阿莉莎·希利
阿莉莎·希利（英語：Alyssa Healy，1990年3月24日—），生于昆士兰州，澳大利亚女子板球运动员，2010年开始参加国际比赛。她曾代表澳大利亚参加2022年英联邦运动会板球比赛，获得一枚金牌。